# العلاقات المارشالية السيراليونية
العلاقات المارشالية السيراليونية هي العلاقات الثنائية التي تجمع بين جزر مارشال وسيراليون.

## مقارنة بين البلدين
هذه مقارنة عامة ومرجعية للدولتين:
| وجه المقارنة                                              | جزر مارشال                     | سيراليون       |
| --------------------------------------------------------- | ------------------------------ | -------------- |
| المساحة (كم2)                                             | 181                            | 71.74 ألف      |
| عدد السكان (نسمة)                                         | 53.13 ألف                      | 7.56 مليون     |
| الكثافة السكانية (ن./كم²)                                 | 29.35 ألف                      | 105.38         |
| العاصمة                                                   | ماجورو                         | فريتاون        |
| اللغة الرسمية                                             | لغة إنجليزية، اللغة المارشالية | لغة إنجليزية   |
| العملة                                                    | دولار أمريكي                   | ليون سيراليوني |
| الناتج المحلي الإجمالي (بليون دولار)                      | 199.40 مليون                   | 3.77 مليار     |
| الناتج المحلي الإجمالي (تعادل القوة الشرائية) بليون دولار | 207.25 مليون                   | 10.13 مليار    |
| الناتج المحلي الإجمالي الاسمي للفرد دولار أمريكي          | 3.38 ألف                       | 653            |
| الناتج المحلي الإجمالي للفرد دولار أمريكي                 | 3.80 ألف                       | 1.97 ألف       |
| مؤشر التنمية البشرية                                      |                                | 0.413          |
| رمز المكالمات الدولي                                      | +692                           | +232           |
| رمز الإنترنت                                              | .mh                            | .sl            |
| المنطقة الزمنية                                           | ت ع م+12:00                    | 00             |

## منظمات دولية مشتركة
يشترك البلدان في عضوية مجموعة من المنظمات الدولية، منها:
| علم المنظمة | اسم المنظمة                                 | تاريخ انضمام جزر مارشال | تاريخ انضمام سيراليون |
| ----------- | ------------------------------------------- | ----------------------- | --------------------- |
|             | مؤسسة التنمية الدولية                       | 19 يناير 1993           | 13 نوفمبر 1962        |
|             | مؤسسة التمويل الدولية                       | 23 سبتمبر 1992          | 10 سبتمبر 1962        |
|             | منظمة حظر الأسلحة الكيميائية                | ?                       | ?                     |
|             | الأمم المتحدة                               | 17 سبتمبر 1991          | 27 سبتمبر 1961        |
|             | الاتحاد الدولي للاتصالات                    | 22 فبراير 1996          | 30 ديسمبر 1961        |
|             | منظمة الشرطة الجنائية الدولية               | ?                       | ?                     |
|             | البنك الدولي للإنشاء والتعمير               | 21 مايو 1992            | 10 سبتمبر 1962        |
|             | مجموعة دول أفريقيا والكاريبي والمحيط الهادئ | ?                       | ?                     |
|             | يونسكو                                      | 30 يونيو 1995           | 28 مارس 1962          |